# Oswayo
Oswayo é um distrito localizado no estado norte-americano de Pensilvânia, no Condado de Potter.

## Demografia
Segundo o censo norte-americano de 2000, a sua população era de 159 habitantes.
Em 2006, foi estimada uma população de 147, um decréscimo de 12 (-7.5%).

## Geografia
De acordo com o United States Census Bureau tem uma área de
2,9 km², dos quais 2,9 km² cobertos por terra e 0,0 km² cobertos por água. Oswayo localiza-se a aproximadamente 603 m acima do nível do mar.

## Localidades na vizinhança
O diagrama seguinte representa as localidades num raio de 24 km ao redor de Oswayo.